# Segunda Categoría del Guayas 1970
El campeonato provincial de Segunda Categoría de Guayas 1970 fue la 4ª edición del torneo de la Segunda categoría de la provincia de Guayas. El torneo fue organizado por Asociación de Fútbol del Guayas (AFG), para este torneo lo disputaron un total de 6 equipos, nuevamente se usó el mismo sistema de los dos últimos años en la cual el campeón lograría el ascenso a la Serie A, a su vez el equipo que terminará en el último lugar del torneo descendería a la Liga Amateur del Guayas(Copa Guayas), el campeón de este año sería el Norte América, cabe recalcar que el cuadro del Español que fue subcampeón la temporada pasada cambiaria de nombre a Guayaquil Sport.
El Norte América se coronó como campeón por primera vez del torneo de Segunda Categoría de Guayas, mientras que el Guayaquil Sport obtendría por 1ª vez el subcampeonato.

## Sistema de juego
El Campeonato Provincial de Fútbol de Segunda Categoría de Guayas 1970 se jugó de la siguiente manera:
Única Etapa
se jugará a una sola etapa en encuentros de ida e vuelta(10 fechas) de las cuales el equipo con mayor cantidad de puntos será proclamado como campeón asimismo será el que logre el ascenso al Campeonato Ecuatoriano de Fútbol 1971, mientras que el equipo que termine en segundo lugar será el subcampeón.

## Sedes
| Guayaquil              |
| ---------------------- |
| Estadio George Capwell |
| Capacidad: 26 000      |
|                        |

## Equipos participantes
Estos fueron los 6 equipos que participaron en el torneo provincial de 2.ª categoría del Guayas de 1970.
| Equipos participantes | Equipos participantes | Equipos participantes | Equipos participantes |
| --------------------- | --------------------- | --------------------- | --------------------- |
| AEG                   | Ferroviarios          | Luq San               |                       |
| Estudiantes G         | Guayaquil Sport       | Norte América         |                       |

## Equipos por Cantón
| Cantón    | N.º | Equipos                                                           |
| --------- | --- | ----------------------------------------------------------------- |
| Guayaquil | 5   | - Luq San - Norte América - AEG - Estudiantes G - Guayaquil Sport |
| Durán     | 1   | - Ferroviarios                                                    |

## Primera Etapa

### Partidos y resultados
| Fecha 1         | Fecha 1   | Fecha 1          |
| Equipo Local    | Resultado | Equipo Visitante |
| --------------- | --------- | ---------------- |
| Luq San         | 1-1       | AEG              |
| Norteamérica    | 1-1       | Ferroviarios     |
| Guayaquil Sport | 1-0       | Estudiantes G    |

| Fecha 2         | Fecha 2   | Fecha 2          |
| Equipo Local    | Resultado | Equipo Visitante |
| --------------- | --------- | ---------------- |
| AEG             | 2-2       | Estudiantes G    |
| Luq San         | 1-1       | Norteamérica     |
| Guayaquil Sport | 0-1       | Ferroviarios     |

| Fecha 3         | Fecha 3   | Fecha 3          |
| Equipo Local    | Resultado | Equipo Visitante |
| --------------- | --------- | ---------------- |
| Norteamérica    | 0-1       | Estudiantes G    |
| Guayaquil Sport | 5-1       | AEG              |
| Luq San         | 0-0       | Ferroviarios     |

| Fecha 4      | Fecha 4   | Fecha 4          |
| Equipo Local | Resultado | Equipo Visitante |
| ------------ | --------- | ---------------- |
| Ferroviarios | 3-2       | AEG              |
| Luq San      | 0-2       | Estudiantes G    |
| Norteamérica | 2-0       | Guayaquil Sport  |

| Fecha 5       | Fecha 5   | Fecha 5          |
| Equipo Local  | Resultado | Equipo Visitante |
| ------------- | --------- | ---------------- |
| AEG           | 1-2       | Norteamérica     |
| Luq San       | 2-2       | Guayaquil Sport  |
| Estudiantes G | 0-3       | Ferroviarios     |

| Fecha 6       | Fecha 6   | Fecha 6          |
| Equipo Local  | Resultado | Equipo Visitante |
| ------------- | --------- | ---------------- |
| Ferroviarios  | 0-2       | Norteamérica     |
| Estudiantes G | 0-1       | Guayaquil Sport  |
| AEG           | 1-2       | Luq San          |

| Fecha 7       | Fecha 7   | Fecha 7          |
| Equipo Local  | Resultado | Equipo Visitante |
| ------------- | --------- | ---------------- |
| Norteamérica  | 4-1       | Luq San          |
| Estudiantes G | 2-2       | AEG              |
| Ferroviarios  | 0-1       | Guayaquil Sport  |

| Fecha 8         | Fecha 8   | Fecha 8          |
| Equipo Local    | Resultado | Equipo Visitante |
| --------------- | --------- | ---------------- |
| Guayaquil Sport | 3-0       | AEG              |
| Estudiantes G   | 0-1       | Norteamérica     |
| Ferroviarios    | 2-3       | Luq San          |

| Fecha 9         | Fecha 9   | Fecha 9          |
| Equipo Local    | Resultado | Equipo Visitante |
| --------------- | --------- | ---------------- |
| Guayaquil Sport | 1-0       | Norteamérica     |
| Estudiantes G   | 0-0       | Luq San          |
| AEG             | 2-0       | Ferroviarios     |

| Fecha 10        | Fecha 10  | Fecha 10         |
| Equipo Local    | Resultado | Equipo Visitante |
| --------------- | --------- | ---------------- |
| Norteamérica    | 2-1       | AEG              |
| Guayaquil Sport | 1-3       | Luq San          |
| Ferroviarios    | 2-3       | Estudiantes      |

#### Clasificación
|                      |    | Equipo          | PJ | PG | PE | PP | GF | GC | DG | PTS |
| -------------------- | -- | --------------- | -- | -- | -- | -- | -- | -- | -- | --- |
|                      | 1. | Norte América   | 10 | 6  | 2  | 2  | 15 | 7  | +8 | 14  |
|                      | 2. | Guayaquil Sport | 10 | 6  | 1  | 3  | 15 | 9  | +6 | 13  |
|                      | 3. | Estudiantes G   | 10 | 5  | 2  | 3  | 13 | 7  | +3 | 12  |
|                      | 4. | Luq San         | 10 | 3  | 5  | 2  | 13 | 14 | -1 | 11  |
|                      | 5. | Ferroviarios    | 10 | 3  | 2  | 5  | 12 | 24 | -2 | 8   |
| Bandera de Guayaquil | 6. | AEG             | 10 | 1  | 3  | 6  | 13 | 22 | -9 | 5   |

 Pts=Puntos; PJ=Partidos jugados; G=Partidos ganados; E=Partidos empatados; P=Partidos perdidos; GF=Goles a favor; GC=Goles en contra; Dif=Diferencia de gol
|  | Campeón anual y clasificado al Campeonato Ecuatoriano de Fútbol 1971. |
|  | Vicecampeón anual                                                     |
|  | Descendió a Liga Amateur del Guayas(Copa Guayas)                      |

## Campeón
|                                                                              |
| Norte América 1.er Título Ascendió al Campeonato Ecuatoriano de Fútbol 1971. |